# Drengelejren
Drengelejren er en dansk dokumentarfilm fra 2013, der er instrueret af Cathrine Marchen Asmussen.

## Handling
Filmens skildrer en gruppe drenge fra 11-14 år, som mødes og finder hinanden på en sommerlejr arrangeret af Red Barnet. Drengene kommer fra hjem uden meget overskud, og deres hverdag er præget af marginalisering og mobning. På trods af de svære omstændigheder viser drengene sig i stand til at nærme sig hinanden og give hinanden omsorg. Deres indbyrdes kontakt er båret af humor og en afvæbnende bramfrihed, når først isen og de negative mønstre bliver brudt. På de fem dage lejren varer, finder drengene ressourcer i sig selv som hverken de selv eller andre drømte om, at de havde.